# Милятин (Волынская область)
Миля́тин (укр. Милятин) — село в Павловской сельской общине Владимирского района Волынской области Украины.
До 2020 года входило в Иваничевский район.
Код КОАТУУ — 0721183001. Население по переписи 2001 года составляет 660 человек. Почтовый индекс — 45347. Телефонный код — 3372. Занимает площадь 12,1 км².